# Kloster Hasungen

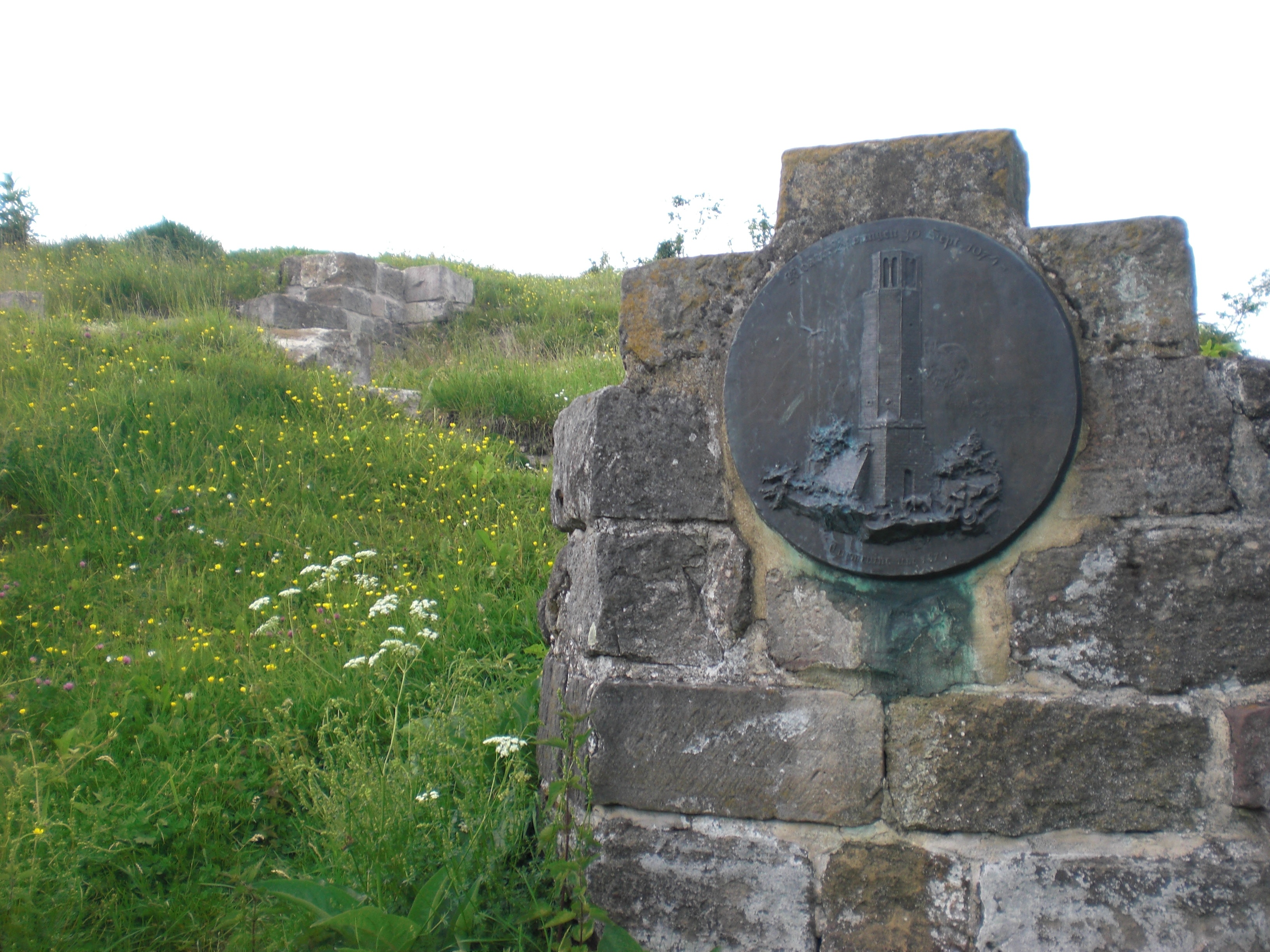
Kloster Hasungen: Grundmauern des Turms mit Gedenktafel

Das Kloster Hasungen, auch Burghasunger Kloster (lat. Abbatia Hasungenis) war eine Benediktinerabtei auf dem Plateau des Burghasunger Bergs (früher: Hasunger Berg; 479,7 m ü. NN) im Naturpark Habichtswald direkt westlich des Zierenberger Stadtteils Burghasungen im nordhessischen Landkreis Kassel.
Auf dem Berg wirkte Heimerad. Das ab 1080/1081 bestehende Kloster zählte lange zu den reichsten und schönsten Klöstern in Hessen. Im Mittelalter war es eine bekannte Pilgerstätte.

## Geschichte

### Wanderprediger Heimerad

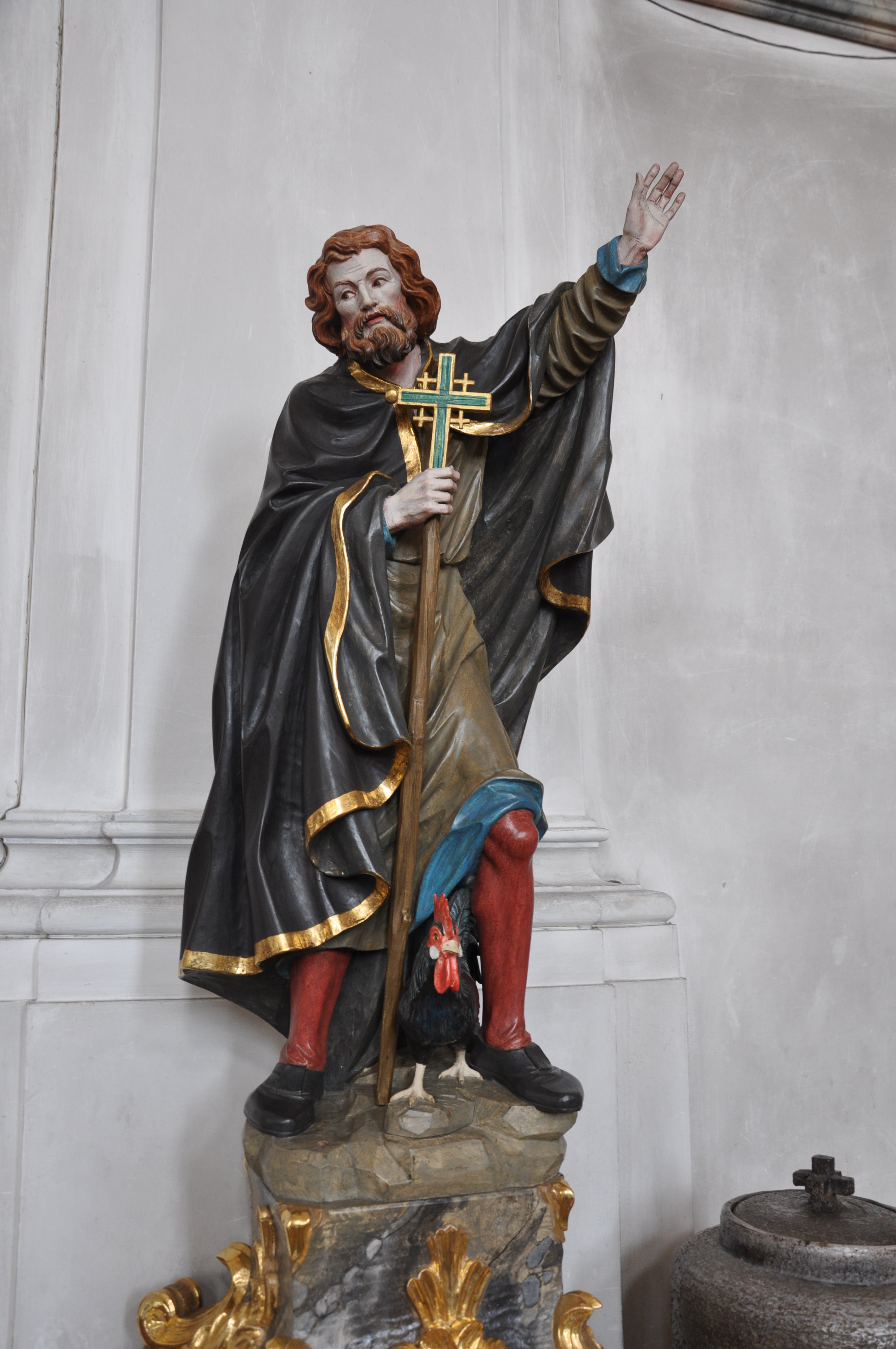
Statue Heimerads in der Pfarrkirche St. Martin in Meßkirch

Die Geschichte des Klosters Hasungen beginnt mit dem um 970 im schwäbischen Meßkirch geborenen Wanderprediger Heimerad, der über Memleben, Kirchberg und Kirchditmold zum Hasunger Berg zog. Auf dem Berg kümmerte er sich um die dortige Michaelskapelle und wurde als wundertätiger Mann überregional bekannt. Nach dem Tod Heimerads am 28. Juni 1019 ließ Erzbischof Aribo von Mainz 1021 eine Kapelle über seinem Grab errichten.

### Klostergründung und Blüte
1074 stiftete Erzbischof Siegfried I. von Mainz ein Chorherrenstift auf dem Hasunger Berg, das 1080/1081 in ein benediktinisches Kloster der Hirsauer Observanz umgewandelt wurde. Erster Abt des aus Hirsau berufenen Konvents wurde der Chronist Lampert von Hersfeld, obwohl er Erzbischof Siegfried als Gegner Hersfelds im „Thüringer Zehntstreit“ scharf angegriffen hatte. Dieses unplausible Vorgehen im Investiturstreit erklärt sich daraus, dass sich Siegfried die Feindschaft König Heinrichs IV. zugezogen hatte und 1077 seine Metropole Mainz verloren hatte. Zudem erreichte Siegfried von Mainz, dass sich Hasungen für die Cluniazensische Reform öffnete, indem er das Kloster mit Hirsauer Mönchen besetzte.
Nach dem Tod Lamperts 1081 wurde Gieselbert dessen Nachfolger, konnte aber seine Stellung als Abt nur bis zum Tod des Erzbischofs Siegfried von Mainz im Jahre 1084 ausüben, da dessen Nachfolger, Erzbischof Wezilo, dem deutschen König unbedingt ergeben war. Wezilo erzwang 1085 Gieselberts Verzicht auf die Abtwürde und bestellte einen kaisertreuen Abt und ein hessisches Mönchskonvent.

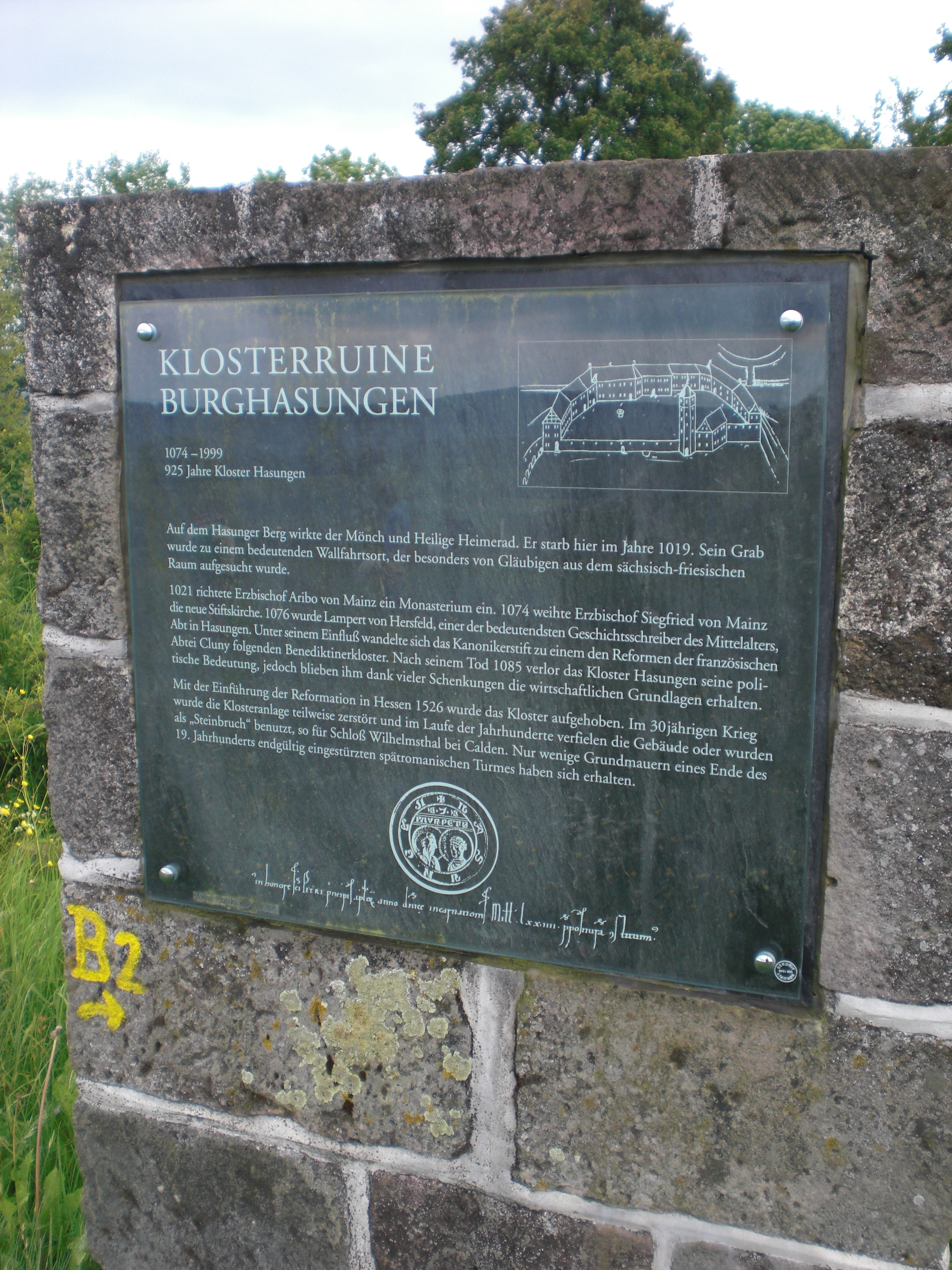
Informationstafel an der Stelle des ehem. Klosters Hasungen

Der hessische Gaugraf Werner IV., Vogt des Klosters Kaufungen und des St. Petri-Stifts in Fritzlar, vereinigte 1113 alle Gerichtsrechte der Klöster Hasungen, Breitenau und Kaufungen und des St. Petri-Stifts in seiner Hand. Das Kloster erwarb Eigentum in zahlreichen umliegenden Orten und es entstand ein Streit um Besitzansprüche zwischen der Stadt Zierenberg und dem Kloster Hasungen. Die Wernerschen Besitzungen und Rechte im Hessengau gingen nach dem Tod Werners IV. zunächst an die Gisonen und dann an die Ludowinger.
Nach dem Tod von Heinrich Raspe, dem letzten Ludowinger Landgrafen Thüringens, im Jahr 1247 kam es zum thüringisch-hessischen Erbfolgekrieg zwischen Heinrich III. von Meißen einerseits und Sophie von Brabant und ihrem noch unmündigen Sohn Heinrich I. (dem Kind) andererseits. Der Krieg endete schließlich mit der Abspaltung, unter Heinrich I., der neuen Landgrafschaft Hessen von Thüringen. Erzbischof Werner von Mainz beschuldigte Sophie und ihren Sohn Heinrich, ihm die nach dem Tode von Heinrich Raspe zustehenden Lehen vorzuenthalten. 1263 wurde im Frieden von Langsdorf das strittige mainzische Lehen der Klostervogtei dem hessischen Landgrafen zugeteilt.
1330 brannten Zierenberger Bürger das Kloster nieder, mussten dieses jedoch bis 1336 wieder aufbauen. Im 14. Jahrhundert bestellte Kloster Hasungen die Stadtschule Wolfhagen, die auch der Chronist und Verfasser der Limburger Chronik, Tilemann Elhen von Wolfhagen, besuchte.
1494 wurde das Kloster reformiert. 1505 trat es der Bursfelder Kongregation bei. Unruhe-Meldungen im Deutschen Bauernkrieg gab es 1525 aus den umliegenden Dörfern.

### Reformation und Untergang

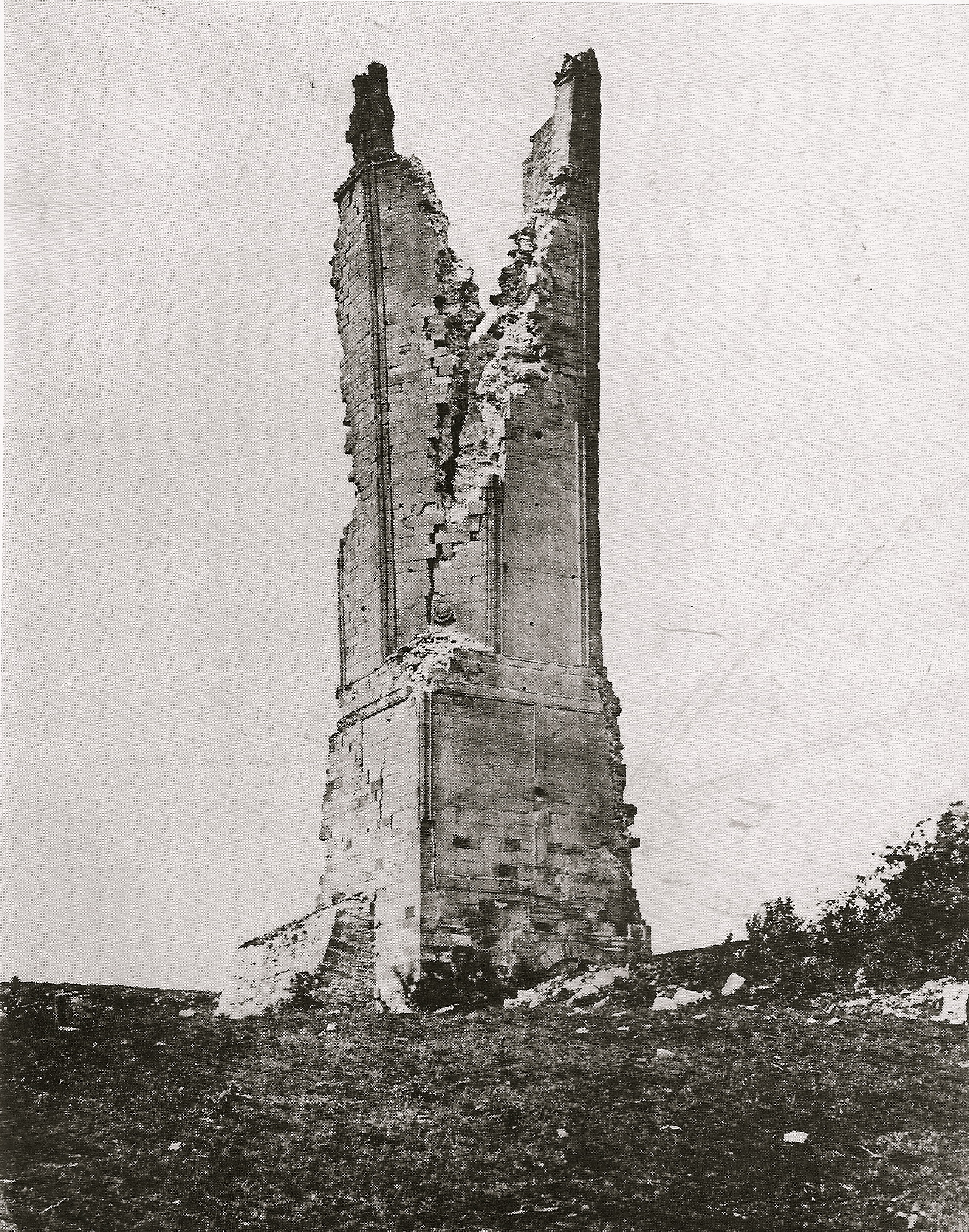
Die Turmruine kurz nach dem Blitzeinschlag 1876

1527 wurde das Kloster im Zuge der Reformation aufgehoben und die Mönche wurden abgefunden. Im Dreißigjährigen Krieg wurden die Klosteranlagen schwer beschädigt. Landgraf Moritz der Gelehrte erwog, die verbliebenen Gebäude zum Bau eines Schlosses zu verwenden; er skizzierte für dieses Vorhaben eigenhändig einen Umbauplan, verwarf den Plan jedoch wieder.
Die Klosterkirche wurde erst im Zuge eines Kirchenneubaus von 1795 bis 1800 abgerissen. Am 1. Juli 1876 spaltete ein Blitzschlag den noch erhaltenen Glockenturm; 1896 stürzte er teilweise und dann 1948 endgültig ein.
Schon 1839 wurde die Weihschrift und ein aus rotem Sandstein geschaffenes gotisches Bruchstück eines Grabsteins aus dem Jahr 1320 auf dem Hasunger Berg entdeckt. Diese Fundstücke wurden an der neuen klassizistische Burghasunger Kirche als Spolien angebracht.

## Erinnerung
Heute erinnern auf und an dem Burghasunger Berg nur noch einige Steinhaufen, Turmreste und zwei Gedenktafeln sowie das Klostermuseum Hasungen im Dorfgemeinschaftshaus an das Kloster.
1865 malte Louis Kolitz am Fuß des Hohen Dörnbergs das Ölgemälde Blick vom Hang des Dörnbergs nach Burghasungen.

## Museum
Einzelne archäologische Fundstücke werden im „Klostermuseum Hasungen“, einer ehemaligen Außenstelle des „Regionalmuseums Wolfhager Land“, in Burghasungen gezeigt. Bis 2012 befand es sich im Keller des Dorfgemeinschaftshauses von Burghasungen. Das heutige Museumsgebäude im sakral-futuristischen Stil eines Kirchenschiffs wurde in den Jahren 2009 bis 2012 für rund 450.000 Euro gebaut und am 7. Oktober 2012 eingeweiht. Vom Museum führt ein knapp drei Kilometer langer Ecopfad mit sieben Stationen zur ehemaligen Klosteranlage auf dem Berg.